# Barragem do Açafal
A Barragem do Açafal implantada sobre a ribeira do Açafal localiza-se na freguesia e no Município de Vila Velha de Ródão, distrito de Castelo Branco, Portugal.
A barragem foi projectada em 1997 e entrou em funcionamento em 2004.

## Barragem
É uma barragem de aterro (terra zonada). Possui uma altura de 29 m acima da fundação (26 m acima do terreno natural) e um comprimento de coroamento de 121 m (largura 7,5 m). O volume da barragem é de 138.000 m³. Possui uma capacidade de descarga máxima de 1,5 (descarga de fundo) + 188 (descarregador de cheias) m³/s.

## Albufeira
A albufeira da barragem apresenta uma superfície inundável ao NPA (Nível Pleno de Armazenamento) de 0,2 km² e tem uma capacidade total de 1,79 Mio. m³ (capacidade útil de 1,79 Mio. m³). As cotas de água na albufeira são: NPA de 112,6 metros, NMC (Nível Máximo de Cheia) de 114,75 metros e NME (Nível Mínimo de Exploração) de .. metros.